# Поверхностная яркость
Поверхностная яркость или видимая поверхностная яркость объекта  (интенсивность) — энергия, излучаемая объектом в единицу времени внутри единичного телесного угла элементом поверхности, проекция которого на перпендикулярную выбранному направлению плоскость имеет единичную площадь. Термин применяется в поверхностной фотометрии — области астрономии, связанной с измерением распределения яркости по поверхности протяженных объектов.
Важным свойством данной величины является то, что она характеризует сам источник, и никак не связана со свойствами и расположением приёмника, в частности, не зависит от расстояния до объекта.